# Арчи Мур
Арчибалд Райт, познат повече като Арчи Мур (английски: Archie Moore, 13 декември 1913 – 9 декември 1998), е американски професионален боксьор, двукратен Световен шампион в лека-тежка категория (между 1952 и 1959 г., и отново през 1961 г.), и е един от боксьорите с най-дълга професионална кариера в историята на този спорт.
Арчи Мур е един от най-агресивните боксьори в историята, с изключително тежък удар с дясната ръка. Има невероятните 186 победи в дългогодишната си кариера, от които в 132 срещи е изпратил своите опоненти в нокаут.
Престижното боксово списание „Ring Magazine“ го поставя на 4-то място в класацията за 100-те най-големи удрячи за всички времена.
Роден е в Беноа, щата Мисисипи, но израства в град Сейнт Луис, Мисури. Умира в дома си в Сан Диего, Калифорния, 4 дни преди да навърши 85 години. След края на боксовата си кариера, е важна обществена фигура.
Той също успешно участва като актьор в телевизията и киното.
Член е на международната Зала на славата на професионалния бокс.

## Личен живот
През 1997 година дъщерята на Мур, Мари, става първата дъщеря на известен боксьор, която става професионален боксьор.
От първата си съпруга Елизабет Тортън Мур има две деца: Арчи Мур-младши и Бети Мур.
Мур и втората му съпруга Джоан имат пет деца: Рийна Мари, Джоуни Мари, Харди Лий, Дианджело и Били Рей Мур.